# Gereon Goldmann

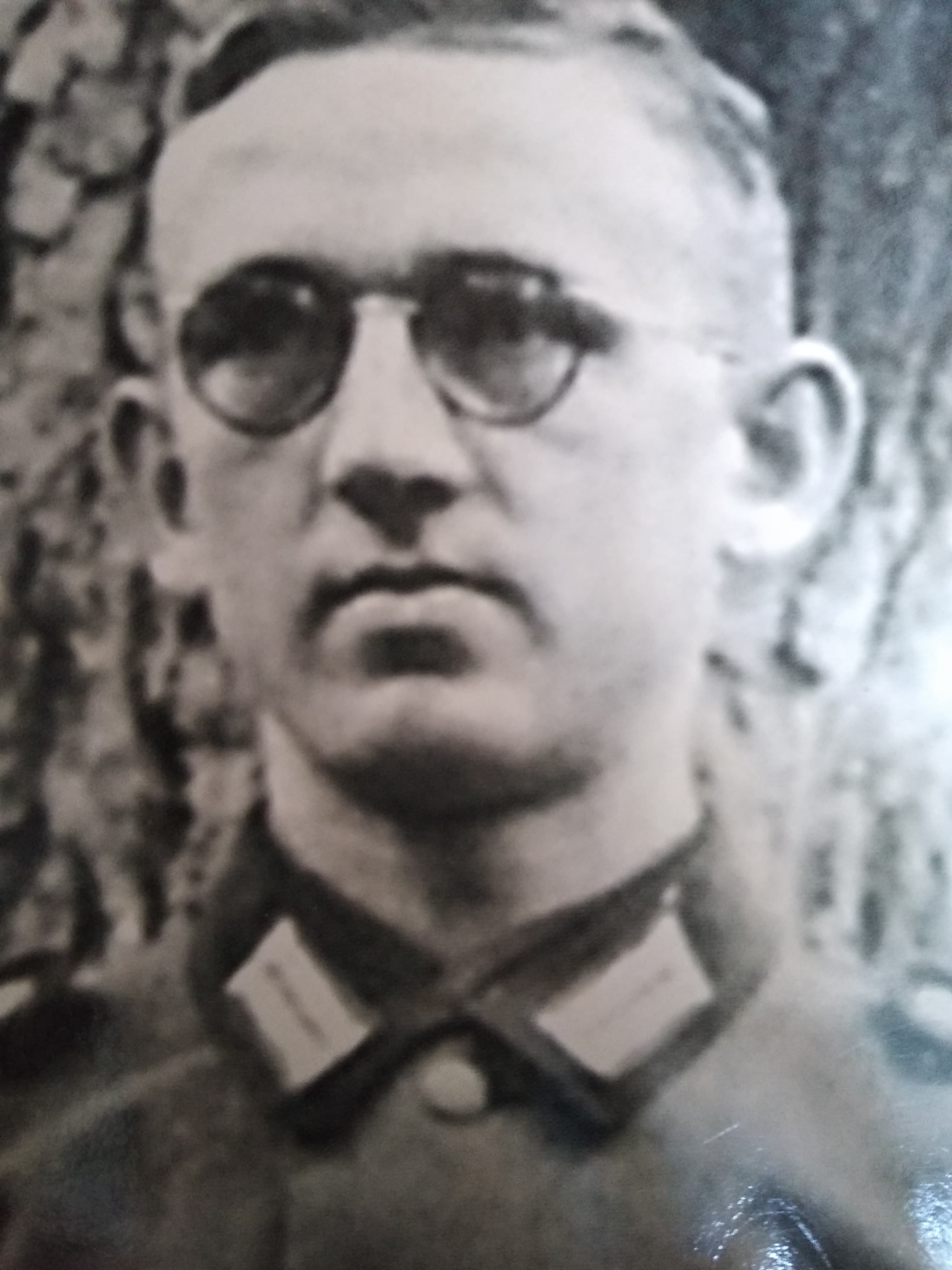
Gereon Goldmann

Gereon Karl Goldmann, OFM (25 de outubro de 1916 - 26 de julho de 2003) foi um padre franciscano alemão, um veterano da Segunda Guerra Mundial da Wehrmacht e da Waffen SS e um membro da Resistência Alemã contra Adolf Hitler. 

## Vida anterior
Gereon Karl Goldmann nasceu em 10 de outubro de 1916 em Ziegenhain (hoje parte de Schwalmstadt, Hesse) como um dos sete filhos de Karl Goldmann, um veterinário, e sua esposa, Margarethe. Após a morte de sua esposa em 1924, Karl Goldmann se casou novamente e a família mudou-se para Colônia. Lá, Gereon Goldmann se juntou ao Bund Neudeutschland, uma associação de jovens católicos administrada pelos jesuítas. O grupo passou um tempo fazendo obras de caridade na cidade e no campo. Muitas vezes, eles se envolviam em violentas batalhas de rua contra o grupo da Juventude Hitlerista. Goldmann ingressou num seminário franciscano em outubro de 1936.

## Carreira militar
Goldmann foi convocado para a Wehrmacht após concluir sua educação em filosofia no seminário.  Quando a Segunda Guerra Mundial começou, ele foi transferido para uma unidade de treinamento da Waffen SS na Polônia ocupada.  Em suas memórias, ele descreve vividamente o anticristianismo desenfreado na Waffen SS e o trote brutal infligido a seus colegas recrutas católicos. Após um excelente desempenho no treinamento de oficiais, Goldmann recebeu uma oferta de posição como oficial, com a condição de que abandonasse sua fé e vocação. Goldmann recusou e foi desprezado por seus superiores. Em resposta, ele enviou um protesto diretamente ao chefe da SS, Heinrich Himmler, e no início de 1942, foi transferido de volta para a Wehrmacht em desgraça.  Ele falou abertamente sobre seu ódio pelo nazismo e, em setembro de 1942, foi acusado de alta traição. Ele foi levado à corte marcial em Kassel, mas foi absolvido e escapou da pena de morte.
Ele foi então transferido para a Frente Oriental. Goldmann logo foi preso novamente e passou o inverno de 1943 na prisão. Ele foi então enviado para a França ocupada e mais tarde para a Sicília. 

## Resistência alemã
Em férias na Alemanha, ele foi abordado por Adam von Trott zu Solz, um diplomata de carreira e membro do Círculo de Kreisau. Para horror de Goldmann, von Trott zu Solz se identificou como membro de uma organização secreta formada para assassinar Hitler e desmantelar a Alemanha nazista. Numa tentativa deliberada de recrutá-lo, von Trott zu Solz disse a Goldmann: "Você pode nos ajudar a salvar a Alemanha de sua desgraça". O jurista informou Goldmann que sua absolvição pela corte marcial foi causada pela influência da resistência alemã. 
Goldmann respondeu que havia feito o juramento do soldado e não poderia, como cristão, voltar atrás em sua palavra. Von Trott zu Solz respondeu: "Eu também sou cristão, assim como aqueles que estão comigo. Rezamos diante do crucifixo e concordamos que, como somos cristãos, não podemos violar a fidelidade que devemos a Deus. Devemos, portanto, quebrar nossa palavra dada a ele que quebrou tantos acordos e ainda está fazendo isso. Se você soubesse o que eu sei, Goldmann! Não há outra maneira! Como somos alemães e cristãos, devemos agir, e se não for logo, será tarde demais. Pense nisso até esta noite."
No dia seguinte, Goldmann informou a von Trott zu Solz que seus termos eram aceitáveis. Ele então se juntou à Conspiração de 20 de Julho como portador de despachos secretos. Uma dessas missões o levou a Roma em janeiro de 1944. O Barão Ernst von Weizsäcker, embaixador alemão no Vaticano, simpatizava com a Resistência e organizou uma audiência para Goldmann com o Papa Pio XII. O Papa concedeu a Goldmann uma dispensa especial para ser ordenado sacerdote sem os habituais três anos de estudos de teologia. 

## Prisioneiro de guerra
Goldmann foi capturado pelo Exército Britânico após a Batalha de Monte Cassino e enviado para Birkhadem, Argélia, para interrogatório. Após a conclusão de sua investigação, ele decidiu ser enviado para um seminário de prisioneiros de guerra perto de Rivet.  Em 24 de junho de 1944, ele foi ordenado sacerdote pelo arcebispo de Argel na capela do campo. De agosto de 1944 até o final de 1945, ele serviu como capelão em um campo em Ksar es Souk, Marrocos. De acordo com as memórias de Goldmann, muitos dos internos de Ksar es Souk continuaram nazistas convictos e, portanto, consideravam seu capelão um traidor. Eles o acusaram falsamente de ser o antigo comandante do campo de concentração de Dachau, alegando que ele havia tentado escapar da acusação se tornando padre.
As autoridades francesas acreditaram nessa acusação e prenderam Goldmann no final de 1945. Em Meknes, ele foi levado à corte marcial pelo exército francês e condenado à morte por fuzilamento. Em fevereiro de 1946, pouco antes da execução programada, o Papa Pio XII e vários outros intercederam em nome de Goldmann, declarando que as acusações eram falsas. Como resultado, a execução de Goldmann foi adiada e, eventualmente, sua condenação foi anulada.

## Vida pós-guerra
Após sua libertação em 1947, ele retornou a Fulda. Ele foi preso novamente por crimes de guerra pelo Exército dos Estados Unidos em 1948, mas as acusações foram retiradas em 1949, depois que ele revelou seu envolvimento na Conspiração de 20 de julho. Ele estudou teologia por um ano antes de se dedicar ao trabalho com jovens.

### Missionário
No início de 1954, Goldmann foi ao Japão para chefiar a paróquia de Santa Isabel, no distrito pobre de Itabashi, em Tóquio. Entre 1954 e 1961, ele se dedicou à catação de trapos para sustentar sua paróquia, mas acabou arrecadando dinheiro suficiente para estabelecer uma fundação para educação. Ele construiu duas igrejas, inúmeras casas, hospitais, um centro de férias para famílias e um centro comunitário. Por seus esforços, em 1965 ele foi homenageado pelo Imperador Hirohito e pelo executivo empresarial Tadashi Adachi com a Ordem das Boas Ações, a mais alta condecoração concedida pelo estado ao trabalho social. Ele continuou suas obras de caridade no Japão e eventualmente as estendeu também à Índia.

## Vida posterior e morte
Com a saúde debilitada, precipitada por uma doença cardíaca crônica, Goldmann retornou à Alemanha em 1994, onde permaneceu até sua morte. Pe. Goldmann morreu em 26 de julho de 2003 no mosteiro franciscano em Fulda, aos 86 anos.

## Honras
- Ordem do Mérito da República Federal da Alemanha ("Bundesverdienstkreuz 1. Klasse")